# Dick Been
Dirk „Dick“ Been (* 28. Dezember 1914 in Amsterdam; † 20. Mai 1978 ebenda) war ein niederländischer Fußballspieler.

## Karriere

### Verein
Von 1935 bis 1941 spielte Been für Ajax Amsterdam. Während des Zweiten Weltkriegs kam er nach der Besetzung der Niederlande durch die Wehrmacht als Fremdarbeiter nach Deutschland. Von 1942 bis 1944 spielte er gemeinsam mit anderen Dienstverpflichteten aus den besetzten Ländern für den Hamburger SV.

### Nationalmannschaft
Ohne zuvor ein Länderspiel bestritten zu haben, wurde Been von Bondscoach Bob Glendenning anlässlich der Weltmeisterschaft 1938 in Frankreich zusammen mit seinem Teamkollegen Wim Anderiesen in das Aufgebot der niederländischen Nationalmannschaft berufen. Er kam jedoch nicht zum Einsatz.
In der Folge wurde Been nicht mehr für den Kader der „Elftal“ berücksichtigt.